# Cangoderces lewisi
Espèce
Cangoderces lewisi est une espèce d'araignées aranéomorphes de la famille des Telemidae.

## Distribution
Cette espèce est endémique du Cap-Occidental en Afrique du Sud,. Elle se rencontre dans les grottes du Cango à Oudtshoorn dans le Swartberg.

## Publication originale
- Harington, 1951 : A new leptonetid spider, Cangoderces lewisi, n. gen., n. sp., from the Cango Caves, Oudtshoorn. Annals of the Natal Museum, vol. 12, p. 81-90.